# 国道140号バイパス
国道140号バイパスは、埼玉県熊谷市大麻生の国道140号（旧道、秩父往還）と大里郡寄居町桜沢の区間を結ぶバイパス道路である。花園バイパス（はなぞのバイパス）、彩甲斐街道（さいかいかいどう）とも。

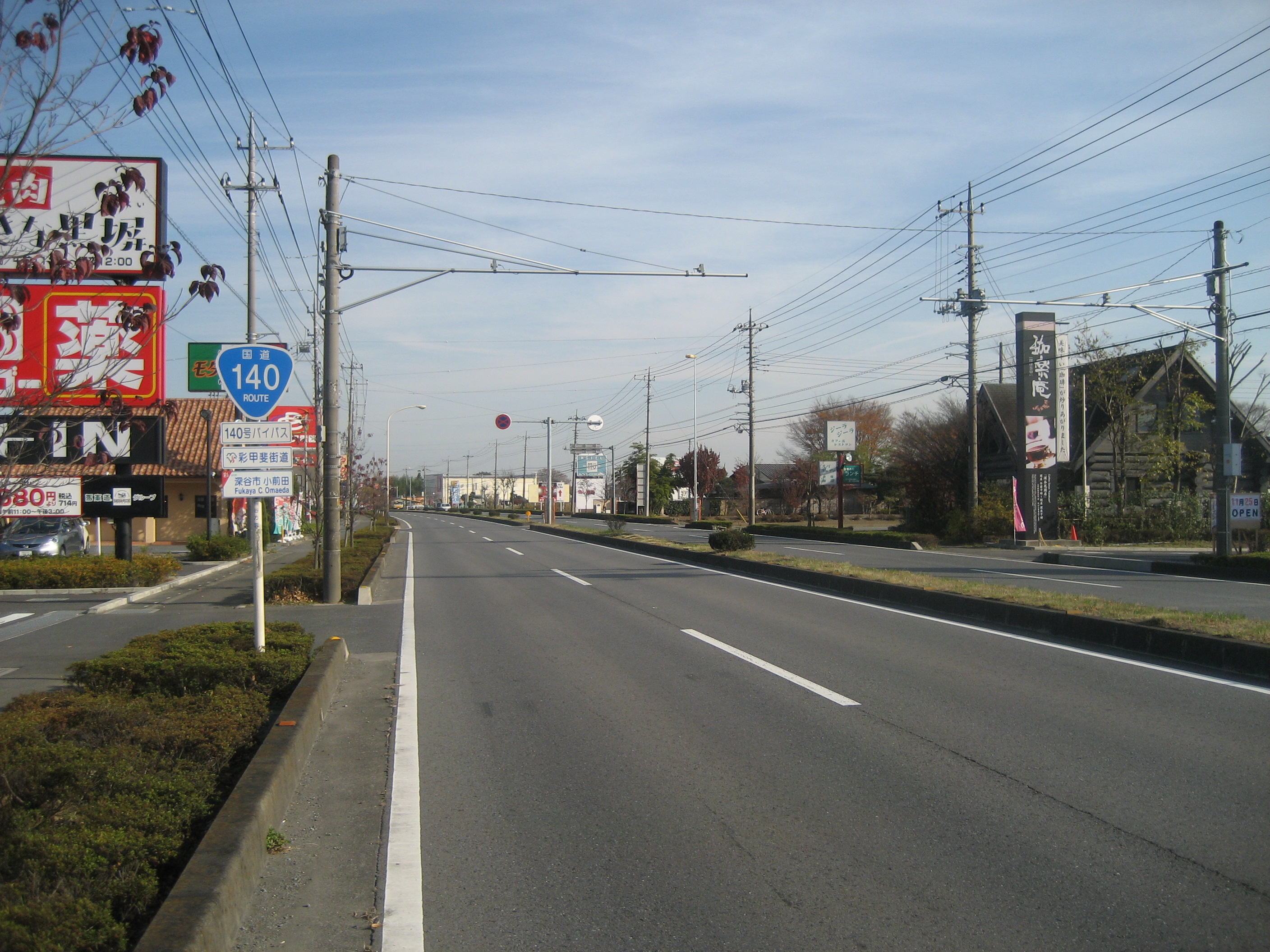
深谷市小前田

## 接続する道路
- 国道140号（旧道） 埼玉県熊谷市大麻生（山王宮三叉路）
- 埼玉県道69号深谷嵐山線 埼玉県深谷市田中（田中（北）交差点）
- 国道140号（旧道） 埼玉県深谷市黒田（黒田交差点）
- 関越自動車道花園インターチェンジ 埼玉県深谷市黒田
ここより寄居・秩父・甲府方面は、地域高規格道路である西関東連絡道路の計画路線となっている
- 埼玉県道86号花園本庄線・埼玉県道296号菅谷寄居線 埼玉県深谷市荒川（花園橋（北）交差点）
- 国道254号 埼玉県大里郡寄居町桜沢  (玉淀大橋(北)交差点)
- 国道140号（旧道） 大里郡寄居町桜沢（中小前田交差点）

## 道の駅
- かわもと（埼玉県深谷市）
- はなぞの（埼玉県深谷市）

## 都市計画上の指定
都市計画道路としては、花園ICを境に2種の名称が指定されている。
- 新甲府熊谷線（国道140号本線起点熊谷警察署前交差点 - 花園IC間） 
  - 本線起点付近も古来の秩父往還道とは違う道であり、国道17号の石原一丁目歩道橋前の名称の無い交差点が秩父往還の起点（中山道との分岐点）となっており、県指定旧跡の秩父道しるべが残されている。この部分の新道の建設時期資料はないが、少なくとも都市計画上は当バイパスと一体化されている。秩父往還旧道は起点から西に進み勤労青少年ホーム前交差点を経由して熊谷商業高校入口交差点で国道140号現道と一旦交差し、現道の北側をかすめるように進んだ後、当バイパスと国道140号旧道の分岐点山王宮交差点で交差して旧道方面に至る（現道と旧秩父往還との交差部は道路幅と交差角度の関係上、分離されており、旧道同士の直進はできない）。
- 国道140号寄居バイパス（花園IC - 皆野寄居バイパス起点間）

## 接続するバイパスの位置関係
（熊谷方面）国道140号バイパス - 皆野寄居バイパス - 皆野秩父バイパス - 長尾根バイパス - 大滝トンネル - 雁坂トンネル有料道路（甲府方面）